# Kleine dwergmuismaki
De kleine dwergmuismaki (Microcebus myoxinus) is een zoogdier uit de familie van de dwergmaki's (Cheirogaleidae). De wetenschappelijke naam van de soort werd voor het eerst geldig gepubliceerd door Wilhelm Peters in 1852.

## Kenmerken
De kleine dwergmuismaki is na Microcebus berthae de kleinst bekende vertegenwoordiger van het geslacht Muismaki's (Microcebus). hij weegt 43 tot 55 gram en heeft een kop-romplengte van 12 à 13 centimeter. Het kleurpatroon van deze soort lijkt sterk op die van andere muismaki's. Zijn bovenzijde is roodbruin gekleurd en de onderzijde crème-wit.
De kleine dwergmuismaki is een nachtdier en slaapt overdag. Meestal zoekt hij hiervoor geen schuilplaats, waardoor hij een makkelijk prooi is voor predatoren als fretkatten, roofvogels en andere predatoren. Soms gebruikt de kleine dwergmuismaki verlaten nesten van de Coquereldwergmaki (Mirza coquereli).

## Verspreiding en ontdekking
Deze dwergmaki komt voor in de droge loofbossen in het centrale westen van Madagaskar. Hij werd in 1852 voor het eerst geldig beschreven door de Duitse zoöloog Wilhelm Peters. Door zijn kleine omvang en zijn nachtactieve gewoontes heeft het meer dan een eeuw geduurd voordat hij in 1993 werd herontdekt in Kirindy Forest. Mogelijk komt de kleine dwergmuismaki ook voor in andere delen van het eiland.